# 一酸化二硫黄
一酸化二硫黄（いっさんかにいおう、disulfur monoxide）は硫黄酸化物の一種で化学式は S2O である。
低硫黄酸化物の一つ。低圧下で気体として存在する化合物であり、凝縮して明るい色固体を形成し、室温では不安定である 。
S-S-O角度が117.88°、S-S結合長が188.4pm、S-O結合長が146.5pmの角分子です。
1933年Peter W. Schenkによって発見された。

## 合成
硫黄と酸化銅(II)の反応によって生成。
3 S8 + 12 CuO   →   12 CuS  +  4 S2O  +  4 SO2
また塩化チオニルと硫化銀(I)を160℃で反応させると得られる。
SOCl2 + Ag2S   →   2 AgCl  +  S2O
一酸化硫黄の分解によっても得られる。
3 SO → SO2 + S2O